# ハルン・アミン
モハンマド・ハルン・アミン（ダリー語: هارون امین、英語: Mohammad Haron Amin、1969年7月19日（1967年とする資料もある）- 2015年2月15日）は、2004年から2009年にかけての駐日アフガニスタン大使。
日本語での表記には揺れがあり、ハルーン・アミン、ハロン・アミンなどの表記が用いられることもある。

## 経歴
アミンはカーブルに生まれた。父は貿易商であった。タジク人であった一家は、1979年にソビエト連邦によるアフガニスタン侵攻が始まった翌年にアフガニスタンを離れ、最終的にアメリカ合衆国に落ち着いた。
1988年、高校を卒業したアミンは、ムジャーヒディーンとしてアフマド・シャー・マスードの指揮下に入って戦うため、アフガニスタンに戻ったが、やがてマスードはアミンを自分の秘書とし、さらにアメリカ合衆国における広報活動に当たらせ、1990年にワシントンD.C.のアフガニスタン大使館にアミンを送った。その後もアミンは、ブルハーヌッディーン・ラッバーニー政権が1996年にターリバーンによって追い落とされるまで、外務審議官主席補佐官など、外務省で様々な役職に就いた。
2001年9月11日のアメリカ同時多発テロ事件後に、アメリカ合衆国が主導したアフガニスタン紛争の際に、アミンは北部同盟のスポークスマンとしての役割を担い、広く知られた存在となった。
ターリバーン政権の崩壊前には、アメリカ合衆国のメディアに常々露出していたアミンは、2002年にハーミド・カルザイが率いたアフガニスタン暫定政府から代理公使としてアメリカ合衆国へ派遣された。
2002年、『ニューズウィーク』誌が「未来のための人々 (People for the Future)」として選出した77人のひとりに、アミンが選ばれた。2002年から2003年まで1年ほどの間、彼はワシントンD.C.において最も職位の高いアフガニスタンの外交官であったが、2004年4月30日にはカルザイ大統領から、新生アフガニスタン最初の駐日大使に任命された。
もともとアミンは、パサデナ・シティ・カレッジ、カリフォルニア大学リバーサイド校を卒業していたが、2005年には、ニューヨークのセント・ジョンズ大学から政治学の修士号を得、その後さらに同校のマスター・プログラムで国際法を学び修了証を得た。 
2008年には、日本での経験を踏まえた著書『アジアの二つの日出ずる国 (Afghan-Japan Relations: Lands Under the Rising Sun)』を執筆した。この本は、日本とアフガニスタンの歴史的な関係や類似性を中心に論じたものであり、両国の歴史や文化伝統を直接比較した初めての文献とされた。駐日大使の職には2009年まで留まった。

## 受賞
- 自由・信念・希望メダル (Freedom, Faith and Hope Medal)、ジョージタウン大学（2002年）[4]
- 学長メダル (President's Medal), ラサール大学（英語版）（2002年）[4]

## 病死
アミンは、2011年に癌と診断され、アリゾナ州フェニックス地域の病院で、2015年2月15日に死去した。